# Charles Levavasseur
Cet article possède un paronyme, voir Charles Levasseur.
Pour les articles homonymes, voir Levavasseur.
Charles Louis baron Levavasseur (31 mai 1804, Rouen - 4 avril 1894, château de Radepont), est un homme politique français.

## Biographie
Charles Levavasseur est le fils cadet du baron Jacques Le Vavasseur (1767-1842), propriétaire à Rouen, filateur au Houlme, armateur et négociant, assureur de navires, et propriétaire à Rouen, et de Marie-Aimée Chapais de Marivaux. Il est ainsi le petit-fils de Pierre Jacques Amable Levavasseur et du baron Charles-Bernard Chapais de Marivaux, le neveu du général Pierre Léon Levavasseur et le frère du baron James Le Vavasseur.
Gendre de Denis-Simon Caroillon de Vandeul, il est le père de :
- Arthur (1837-1922), qui lui succédera à la tête des affaires, marié à la sœur de Charles Aubourg de Boury
- Paul (1838-1899), marié à Léonie Dufresne
- Léonce (1843-1932), marié à Marguerite Achard de Joumard-Tison d'Argence.

Il fut, comme son père, filateur et armateur. Associé dans la gestion de la Filature Levavasseur depuis ses débuts, il devient propriétaire du domaine. Quelques mois plus tard, un incendie ravage la filature de laine. En 1844, l'achat du domaine de Radepont le rend propriétaire de terrains sur plus de cinq kilomètres le long de l'Andelle.

À la suite de nouveaux incendies sur les deux autres lieux de production en 1851, Charles Levavasseur décide de raser le site industriel et d'établir en aval la nouvelle usine, afin de dégager la vue sur l'ancienne abbaye. En 1855, il projette la reconstruction de la filature. Pour faire tourner les machines de la filature prévue pour 300 ouvriers, il dévie le cours de l'Andelle et fait construire un canal. Les travaux commencent en 1857. L'usine, de style néogothique anglais, mesure 96 m de long pour 26 m de large. Les cheminées, cachées dans les tours aux quatre coins, s'élèvent à 38 m de hauteur, sur 5 niveaux de planchers. Une deuxième filature, dite « petite filature » (96 m de long et 20 m de large) est construite à proximité. En 1861, l'usine commence sa production.
Il manifesta, sous la monarchie de Juillet, des opinions libérales, et fut plusieurs fois, dans son département, candidat de l'opposition constitutionnelle à la Chambre des députés.
Il échoua une première fois, en juin 1834, dans le 8e collège de la Seine-Inférieure (Dieppe), puis, le 9 juillet 1842, dans le 2e collège du même département. Mais, le 12 novembre 1842, après la mort de Charles Bérigny, Levavasseur fut élu, à sa place, député de Seine-Inférieure (Dieppe). Il prit place dans la gauche dynastique, avec laquelle il vota le plus souvent, notamment contre l'indemnité Pritchard et pour la proposition relative aux députés fonctionnaires. Il parut plusieurs fois à la tribune, pour y défendre les intérêts de la marine marchande.
Réélu, le 1er août 1846, dans le 2e collège de la Seine-Inférieure (Rouen), tandis qu'il échouait à Dieppe face à Gustave Rouland, il combattit la politique de Guizot et prit part au mouvement réformiste.
La Révolution française de 1848 le rejeta dans les rangs du parti conservateur. Élu, le 23 avril 1848, représentant de la Seine-Inférieure à l'Assemblée constituante, il siégea à droite, fut du comité extra-parlementaire de « la rue de Poitiers », appartint, dans l'Assemblée, au comité de l'Algérie, et vota : pour le rétablissement du cautionnement et de la contrainte par corps, pour les poursuites contre Louis Blanc et Caussidière, contre l'amendement Grévy, contre le droit au travail, pour la proposition Rateau, pour les crédits de l'expédition de Rome, contre amnistie, etc. Il prit la parole, le 8 septembre 1848, pour combattre toute espèce de fixation d'un nombre réglementaire d'heures de travail pour les ouvriers.
Le Vavasseur fut réélu, le 13 mai 1849, représentant du même département à la Législative ; il appartint à la majorité monarchiste et catholique avec laquelle il opina : pour l'expédition de Rome, pour la loi Falloux-Parieu sur l'enseignement, pour la loi du 31 mai restrictive du suffrage universel, etc.
Rallié à la politique du coup d'État du 2 décembre 1851, il fut choisi par Louis-Napoléon Bonaparte pour faire partie de la Commission consultative.
Puis il fut élu, comme candidat du gouvernement, le 29 février 1852, député de la 2e circonscription de la Seine-inférieure au Corps législatif, contre Achille Lemasson. Levavasseur s'associa au rétablissement de l'Empire, parla, avec une certaine verve grondeuse, sur les chemins de fer, sur les douanes, sur les travaux des ports, et vota le plus souvent avec la majorité dynastique jusqu'aux élections de 1857.
Ayant perdu le bénéfice de la candidature officielle, il échoua alors dans la même circonscription, face à Augustin Pouyer-Quertier, candidat officiel.

## Publications
- Question des sucres (1837)
- Question coloniale (1839)
- Esclavage de la race noire aux colonies françaises (1841)
- Surtaxe des alcools (1843)
- Lettre à M. Pouyer-Quertier, député au Corps législatif (1862)
- Notice sur Paul-Émile Botta (1880)
- Causerie d'un père avec ses enfants : un épisode de la Révolution (1882)
- Observations sur le projet de loi relatif aux sucres (1883)
- Vie de Chapais de Marivaux, magistrat (1883)
- De l'influence de l'art mécanique sur l'abolition de l'esclavage antique (1884)
- Petite Histoire d'une grande dame pendant et après l'Émigration (1885)
- Une visite chez le roi Louis-Philippe (1888)
- Notice sur Édouard Corbière

## Sources
- Dominique Barjot, Les Patrons du Second Empire : Anjou, Normandie, Maine, 1991
- Jean-Michel Boehler, Christine Lebeau, Bernard Vogler, Les Élites régionales (XVIIe – XXe siècle) : construction de soi-même et service de l'autre, 2002
- « Charles Levavasseur », dans Adolphe Robert et Gaston Cougny, Dictionnaire des parlementaires français, Edgar Bourloton, 1889-1891 [détail de l’édition]